# Malbec

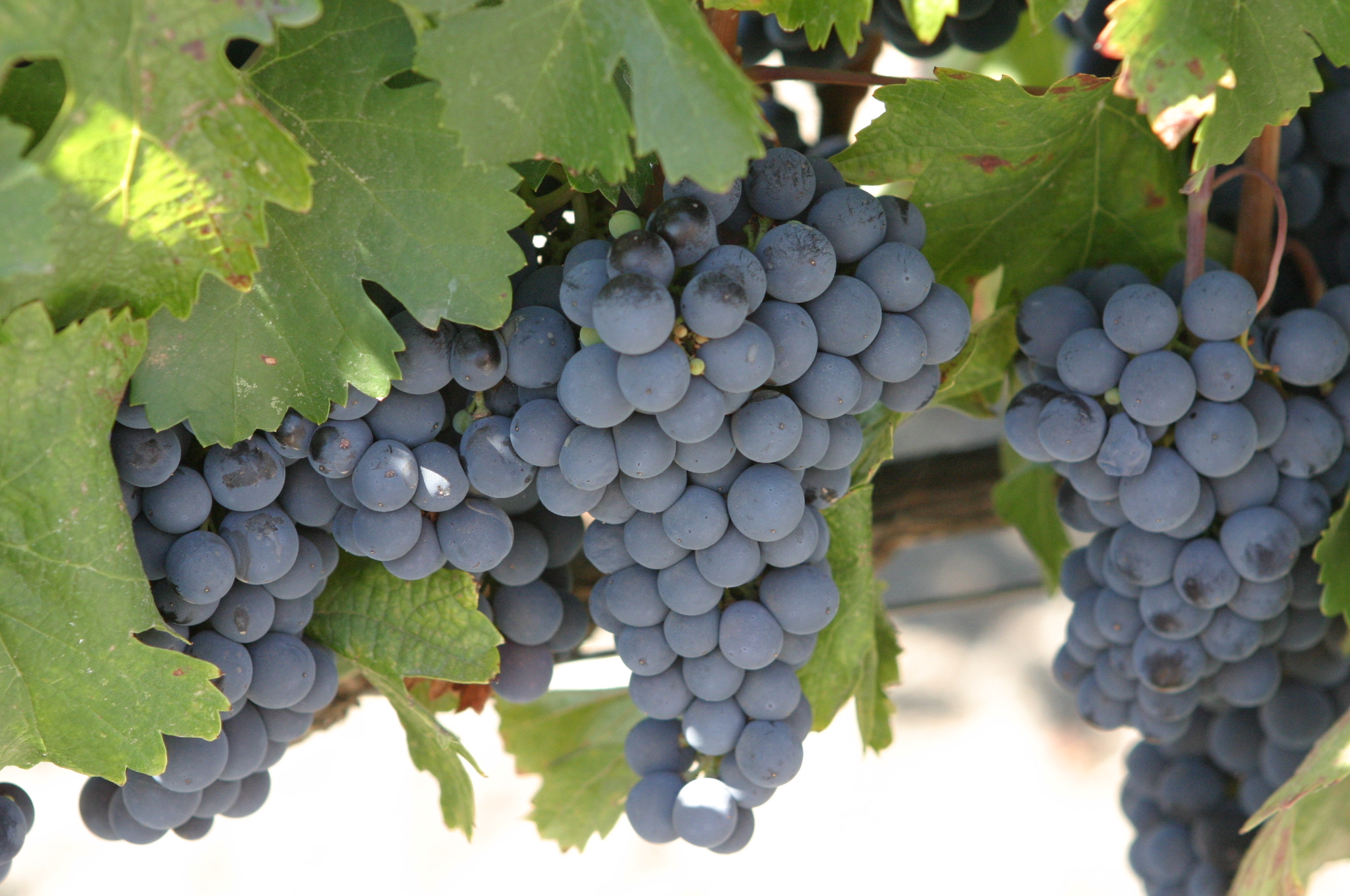
De malbec of côt-druif

De malbec is een druivenras waar rode wijn van gemaakt wordt. De druif is ook bekend onder de naam côt. Het is een donkere druif die veel kleurstof bevat en voor intense, tanninerijke wijn zorgt. Ze heeft een vleug van pruimen en bramen.

## Frankrijk
Oorspronkelijk is de druif afkomstig uit het Zuidwesten van Frankrijk. In de Cahors is het een belangrijke druif voor hun "zwarte wijn". Na een periode dat men vooral langs de oevers van de Lot deze druif verbouwde, komt er nu ook steeds meer goede wijn van deze druif uit de hoger gelegen wijngaarden.
In de Bordeaux – met name in de Haut-Médoc – is deze druif een van de belangrijkere soorten. Wijn uit deze streek wordt gemaakt van een blend (mix) met de malbec. Vaak samen met merlot, cabernet sauvignon en/of cabernet franc.

## Meer wijnlanden
In veel wijngebieden buiten Frankrijk wordt de malbec of côt aangeplant, zoals Italië, Verenigde Staten, Canada, Australië en Zuid-Afrika.

### Zuid-Amerika
De druif wordt onder de naam malbec ook in Zuid-Amerika verbouwd. Vaak voor cépage-wijn. Dat wil zeggen dat de wijn alleen van deze malbec is gemaakt en ook onder deze naam verkocht wordt. In Argentinië is ruim 30.000 hectare (ha) met deze druif beplant. Ook in Chili is het een populaire druif. Voorts is zij te vinden in Bolivia en Mexico.

## Synoniemen[1]
Malbec staat bekend onder vele namen.
- Agreste
- Auxerrois
- Auxerrois de Laquenexy
- Auxerrois des moines de Picpus
- Auxerrois du Mans
- Balouzat
- Beran
- Blanc de Kienzheim
- Cahors
- Calarin
- Cauli
- Costa rosa
- Cot a queue verte
- Cotes rouges
- Doux noir
- Estrangey
- Gourdaux
- Grelot de Tours
- Grifforin
- Guillan
- Hourcat
- Jacobain
- Luckens
- Magret
- Malbec
- Malbek
- Medoc noir
- Mouranne
- Navarien
- Negre de Prechac
- Negrera
- Noir de Chartres
- Noir de Pressac
- Noir doux
- Nyar de Presak
- Parde
- Périgord
- Pied de Perdrix
- Pied noir
- Pied rouge
- Pied rouget
- Piperdy
- Plant d'Arles
- Plant du Lot.
- Plant de Meraou
- Plant du roi
- Prechat
- Pressac
- Prunieral
- Quercy
- Queue rouge
- Quille de Coy
- Romieu
- Teinturin
- Terranis
- Vesparo